# جبل النخيلة
جبل النخيلة هو أحد جبال مدين الواقعة في منطقة تبوك شمال غرب السعودية، بالقرب من الحدود الأردن، فوق خليج العقبة، ويقع في مدينة تبوك بالمملكة العربية السعودية.